# توماس ريس
توماس ريس (بالإيطالية: Tomas Ress)‏ مواليد 22 أغسطس 1980 في إيطاليا، هو لاعب كرة سلة إيطالي بدأ مسيرته الاحترافية في سنة 1997 يلعب في ليغا باسكيت الدرجة الأولى ويحمل الرقم 14. يبلغ طوله 6 قدم 11 بوصة (2.1 م).

## فرق لعب لها
- فيرتوس بالاكانسترو بولونيا
- فيكتوريا يبرتاس بيزارو
- بالاكانسترو ريجيانا

## روابط خارجية
- توماس ريس على موقع الاتحاد الدولي لكرة السلة (الإنجليزية)
- توماس ريس على موقع الدوري الأوروبي لكرة السلة (الإنجليزية)
- توماس ريس على موقع كرة السلة الأوروبية.كوم (الإنجليزية)
- توماس ريس على موقع كلية كرة السلة في سبورتس رفرنس.كوم (الإنجليزية)
- توماس ريس على موقع ريلجم (الإنجليزية)
- توماس ريس على موقع بروبوليرز (الإنجليزية)
- توماس ريس على موقع سبورتس رفرنس (الإنجليزية)